# I Leopardi di Churchill
I Leopardi di Churchill è un film di guerra del 1970 diretto da Maurizio Pradeaux.